# بریانسون
بریانسون (به فرانسوی: Briançon) یک کمون در فرانسه است که در Canton of Briançon-Nord واقع شده‌است.

## خصوصیات
بریانسون ۲۸٫۰۷ کیلومترمربع مساحت و ۱۱٬۶۴۵ نفر جمعیت دارد.

## خواهرخوانده
شهرهای رزنهایم و سوسا، پیمونت خواهرخوانده‌های بریانسون هستند.